# Skala miejscowa
Skala miejscowa – skala danego fragmentu mapy po uwzględnieniu zniekształcenia wynikającego z przekształcenia kartograficznego.

## Siatka Merkatora

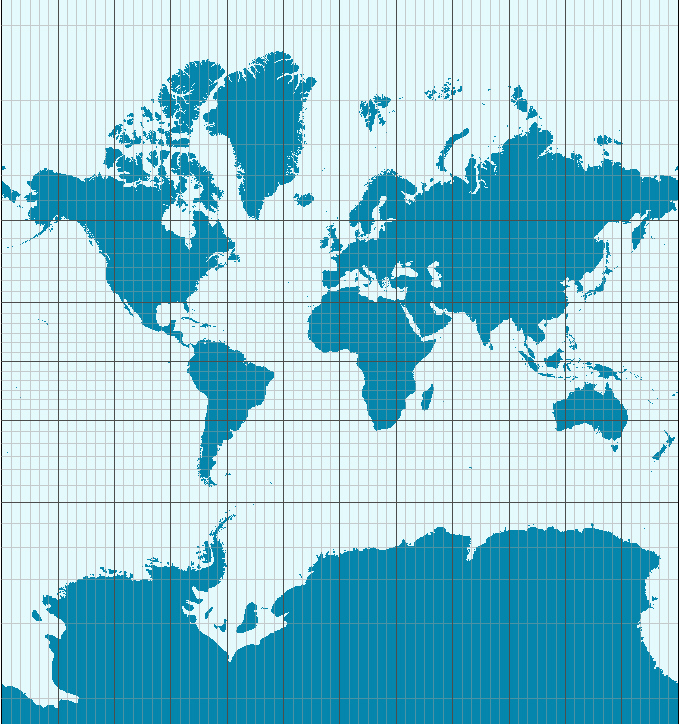

Na siatce walcowej równoktątnej skalę miejscową liczy się ze wzoru
{\displaystyle S_{m}=S_{g}\cdot {\frac {\cos \phi _{s}}{\cos \phi _{o}}},}
gdzie:
{\displaystyle S_{g}} – skala główna,
{\displaystyle \phi _{s}} – równoleżnik sieczności,
{\displaystyle \phi _{o}} – równoleżnik, na którym obliczana jest skala miejscowa.